# Остановка (дорожное движение)
Остановка и стоянка транспортных средств разрешаются на правой стороне дороги на обочине, а при её отсутствии — на проезжей части у её края и в случаях, установленных пунктом 12.2 Правил, — на тротуаре.
Остановка и стоянка (преднамеренное прекращение движения) на проезжей части дороги (даже если часть транспортного средства находится на обочине) при наличии пригодной для остановки обочины является нарушением ПДД.
На левой стороне дороги остановка и стоянка разрешаются в населенных пунктах на дорогах с одной полосой движения для каждого направления без трамвайных путей посередине и на дорогах с односторонним движением (грузовым автомобилям с разрешенной максимальной массой более 3,5т на левой стороне дорог с односторонним движением разрешается лишь остановка для загрузки или разгрузки).